# Jocurile Olimpice de Tineret 2010
Jocurile Olimpice de Tineret 2010 au fost primele Jocuri Olimpice de Tineret, un festival internațional major cultural și sportiv celebrat în tradiția Jocurilor Olimpice de vară desfășurate în perioada 14 - 26 august 2010. Jocurile au avut loc în Singapore, conform deciziei de pe 21 februarie 2008 după votarea prin mail a celor 105 membri ai Comitetului Internațional Olimpic.

## Procesul de alegere
Unsprezece orașe și-au dat interesul pentru a găzdui jocurile, nouă dintre ele au aplicat. Cinci orașe au fost alese în lista  provizorie: Atena(Grecia), Bangkok(Thailanda), Moscova(Rusia), Singapore, și Torino(Italia). În continuare, lista a fost scurtată la două finaliste: Singapore și Moscova. Singapore a câștigat dreptul de a găzdui Jocurile pe 21 februarie 2008 după anunțarea televizată din Lausanne, Elveția facută de președintele IOC Jacques Rogge.
| Oraș      | Nume      | Voturi poștale |
| Singapore | Singapore | 53             |
| Moscova   | Rusia     | 44             |

## Clasament
| Jocurile Olimpice de Tineret 2010 |               |     |        |       |       |
| Poz.                              | Țară          | Aur | Argint | Bronz | Total |
| 1                                 | China         | 30  | 16     | 5     | 51    |
| 2                                 | Rusia         | 18  | 14     | 11    | 43    |
| 3                                 | Coreea de Sud | 11  | 4      | 4     | 19    |
| 4                                 | Ucraina       | 9   | 9      | 15    | 33    |
| —                                 | Echipă mixtă  | 9   | 8      | 11    | 28    |
| 5                                 | Cuba          | 9   | 3      | 2     | 14    |
| 6                                 | Australia     | 8   | 13     | 8     | 29    |
| 7                                 | Japonia       | 8   | 5      | 3     | 16    |
| 8                                 | Ungaria       | 6   | 4      | 5     | 15    |
| 9                                 | Franța        | 6   | 2      | 7     | 15    |
| 10                                | Italia        | 5   | 9      | 5     | 19    |

## România la JO 2010
România a fost reprezentată de 30 de sportivi, care au concurat la 12 discipline și s-a clasat pe locul 34 cu un total de 7 medalii: 1 de aur, 4 de argint și 2 de bronz.

### Rezultate
| Medalie | Nume           | Sport      | Probă               | Dată      |
| ------- | -------------- | ---------- | ------------------- | --------- |
| Aur     | Andrei Muntean | Gimnastică | inele               | 21 august |
| Argint  | Alina Rotaru   | Atletism   | săritura în lungime | 21 august |
| Argint  | Bianca Răzor   | Atletism   | 400 m               | 21 august |
| Argint  | Andrei Muntean | Gimnastică | paralele            | 22 august |
| Argint  | Diana Bulimar  | Gimnastică | sol                 | 22 august |
| Bronz   | Ioan Prundeanu | Canotaj    | simplu vâsle        | 18 august |
| Bronz   | Răzvan Tudose  | Natație    | 50 m bras           | 20 august |